# 富内斯 (纳瓦拉)
富内斯（西班牙語：Funes）是西班牙纳瓦拉的一个市镇。总面积53平方公里，总人口2336人（2001年），人口密度44人/平方公里。